# 38 (число)
38 (три́дцять ві́сім) — натуральне число між 37 і 39

## Математика
- 238  =274877906944

## Наука
- Атомний номер стронцію

## Дати
- 38 рік; 38 рік до н. е.
- 1838 рік
- 1938 рік

## Інші сфери життя
- Міжнародний телефонний код України

Вік Олексія Шмурака, видатного українського композитора